# Championnat d'Eswatini de football 2021-2022
Navigation
Édition précédente Édition suivante
La saison 2021-2022 du Championnat d'Eswatini de football est la quarante-quatrième édition de la Premier League, le championnat national de première division en Eswatini. Seize équipes sont regroupées au sein d'une poule unique où elles affrontent deux fois leurs adversaires, à domicile et à l'extérieur. En fin de saison, les quatre derniers du classement sont relégués et remplacés par les deux meilleures équipes de deuxième division, pour un retour en 2023-2024 à un championnat à 14 équipes.

## Participants
- Denver Sundowns Football Club
- Manzini Wanderers Football Club
- Young Buffaloes Football Club
- Moneni Pirates Football Club
- Mbabane Highlanders
- Mbabane Swallows Football Club
- Tambuti FC
- Green Mamba Football Club
- Royal Leopards Football Club
- Malanti Chiefs Football Club
- Manzini Sea Birds Football Club
- Milling Hotspurs Football Club
- Tinyosi Football Club
- Tambankulu Callies Football Club
- Vovovo FC - Promu de D2
- Rangers FC - Promu de D2

## Compétition

### Classement
Le classement est établi sur le barème de points suivant : victoire à 3 points, match nul à 1, défaite à 0.
| Rang | Équipe                        | Pts | J  | G  | N  | P  | Bp | Bc | Diff |
| ---- | ----------------------------- | --- | -- | -- | -- | -- | -- | -- | ---- |
| 1    | Royal Leopards FC             | 69  | 30 | 21 | 6  | 3  | 72 | 19 | +53  |
| 2    | Mbabane Highlanders           | 67  | 30 | 20 | 7  | 3  | 64 | 25 | +39  |
| 3    | Mbabane Swallows              | 65  | 30 | 20 | 5  | 5  | 51 | 22 | +29  |
| 4    | Young Buffaloes FC            | 64  | 30 | 19 | 7  | 4  | 71 | 21 | +50  |
| 5    | Tambankulu Callies FC         | 44  | 30 | 12 | 8  | 10 | 37 | 37 | 0    |
| 6    | Manzini Wanderers             | 40  | 30 | 10 | 10 | 10 | 44 | 41 | +3   |
| 7    | Vovovo FC P                   | 38  | 30 | 9  | 11 | 10 | 41 | 42 | -1   |
| 8    | Manzini Sea Birds FC          | 38  | 30 | 11 | 5  | 14 | 45 | 44 | +1   |
| 9    | Green Mamba                   | 37  | 30 | 9  | 10 | 11 | 38 | 46 | -8   |
| 10   | Moneni Pirates                | 35  | 30 | 9  | 8  | 13 | 31 | 46 | -15  |
| 11   | Denver Sundowns Football Club | 34  | 30 | 10 | 4  | 16 | 28 | 38 | -10  |
| 12   | Tambuti FC                    | 30  | 30 | 8  | 6  | 16 | 32 | 62 | -30  |
| 13   | Milling Hotspurs              | 29  | 30 | 6  | 11 | 13 | 25 | 43 | -18  |
| 16   | Rangers FC P                  | 27  | 30 | 7  | 6  | 17 | 24 | 54 | -30  |
| 17   | Tinyosi FC                    | 23  | 30 | 5  | 8  | 17 | 21 | 48 | -27  |
| 18   | Malanti Chiefs FC             | 21  | 30 | 5  | 6  | 19 | 29 | 65 | -36  |

|  | Qualification pour la Ligue des champions de la CAF 2022-2023                           |
|  | Qualification pour la Coupe de la confédération 2022-2023                               |
|  | Relégation directe en deuxième division                                                 |
|  | T : Tenant du titre C : Vainqueur de la Coupe d'Eswatini P : Promu de deuxième division |

## Bilan de la saison
| Championnat d'Eswatini de football 2021-2022 |                                         |
| Champion                                     | Royal Leopards Football Club (8e titre) |
| Qualifications continentales                 |                                         |
| Ligue des champions de la CAF 2022-2023      | Royal Leopards Football Club            |
| Coupe de la confédération 2022-2023          | Mbabane Highlanders                     |
| Promotions et relégations                    |                                         |
| Promus en Premier League                     | Seven Dreams                            |
| Promus en Premier League                     | Madlenya                                |
| Relégués en First Division League            | Milling Hotspurs                        |
| Relégués en First Division League            | Rangers FC                              |
| Relégués en First Division League            | Tinyosi FC                              |
| Relégués en First Division League            | Malanti Chiefs FC                       |